# Dimensión X (Tortugas Ninja)
La Dimensión X es una dimensión alterna en los dibujos animados de la serie de 1987 Las Tortugas Ninja Mutantes Adolescentes y en las historietas de Las Aventuras de Las Tortugas Ninja Mutantes Adolescentes. La Dimensión X es el hogar del malvado alienígena Krang. Krang usaba un portal dimensional dentro del Tecnodromo para la deportación entre la Dimensión X y el planeta Tierra.

## Historia ficticia
La Dimensión X es una dimensión paralela que tiene varias adaptaciones en cada aparición de medios:

### Dibujos animados de 1987
En la caricatura de 1987, Dimensión X es el hogar de varios personajes, especialmente Krang, uno de los principales antagonistas de la serie. Krang generalmente usa el Portal Dimensional ubicado dentro del Technodromo para el transporte entre la Dimensión X y la Tierra, aunque ocasionalmente se ven otros portales y medios de viaje. Se representa como un reino hostil, desgarrado por la guerra, con paisajes inquietantes y muchos monstruos feroces. Aunque también alberga muchas especies pacíficas, como los neutrinos.

### Archie comics
En Archie Comics, Dimensión X es una galaxia espiral en la que se encuentran numerosos mundos habitados (o habitables). Originalmente fue gobernado por teócratas, desterrando a todos los señores de la guerra. Más tarde, hay un conflicto entre la Flota Imperial Aerwyl y el Escuadrón Nova.

### IDW Comics
En IDW Comics, Dimensión X se representa como una zona de guerra controlada por Krang donde los Utroms, los Triceratons y los Neutrinos están luchando por sus planetas.

### Serie de TV 2012
En la serie de televisión Teenage Mutant Ninja Turtles de 2012, Dimensión X es la dimensión de origen de Kraang y Utrom. Hasta ahora, se sabe que el aire rosado de la parte de la Dimensión X del Kraang es nitrógeno mezclado con azufre y que es muy nebuloso. El agua de la Dimensión X tiene hidrocarburos que pueden derretir cualquier cosa en la Dimensión de la Tierra. Por alguna razón, el agua no tuvo ningún efecto en April O'Neil cuando parte de ella fue salpicada accidentalmente sobre ella (más tarde se reveló que es porque es un híbrido humano-Kraang que también la hizo inmune a los efectos del Mutageno).
En el episodio "Into Dimension X", se revela que el tiempo se mueve más rápido en la Dimensión X, con Leatherhead pasando décadas allí dentro del período de un año que pasa en la Tierra. Dimensión X también es el hogar de los Triceratons en esta serie y ha servido como campo de batalla para una guerra entre ellos y los Kraang.

### Película de 2016
Dimensión X apareció, sin nombre, en la secuela de 2016 de Teenage Mutant Ninja Turtles. Los cineastas expresaron su interés en presentar la Dimensión X en la secuela en 2014. En la película, Shredder es transportado desde un convoy de policía al Technodromo, en la Dimensión X, en el que acepta ayudar a Krang a conquistar la Tierra. El Technodromo luego se transporta a la Tierra en el clímax de la película, aunque las Tortugas logran devolverlo a la Dimensión X. La película nunca muestra el exterior de la Dimensión X, ya que la única escena que tiene lugar allí es dentro del Technodromo, mientras aparece fuera en el clímax de la pantalla.

## Lugares de la Dimensión X
Entre los lugares de la Dimensión X se incluyen los siguientes lugares:
- Balarafon.
- Penitenciaría de la Dimensión X.
- Los Mundos del Edén.
- Hirobyl.
- Morbus.
- Serot.
- Asteroide Stump.
- Mundo natal de los Neutrinos.
- Planeta rocoso (sin nombre)
- Asteroide volcánico

### Balarafon
Balarafon: es un mundo alienígena habitado por unas especies pacíficas nativas del lugar. Estas especies fueron atacadas por una flota invasora dirigida por Krang y Shredder, pero estas especies fueron salvadas gracias a la intervención de las Tortugas, quienes habían llegado al planeta. La llegada de las Tortugas a Balarafon marcó el fin de los planes malignos de Shredder. También es la escena donde el Tecnodromo es destruido, debido a que fue arrastrado por un monstruo con tentáculos hacia un pozo. La localidad de Balarafon fue vista en la serie de los episodios originales de El Viaje de las Tortugas y en el episodio de “Divide y Conquista”.

### Penitenciaría de la Dimensión X
Penitenciaria de la Dimensión X: es un lugar donde los terribles criminales de esta Dimensión están retenidos. Entre los convictos incluyen a Skaarg, Dementor y los hermanos Dregma. Desafortunadamente, la penitenciaría o prisión no está protegida contra los portales dimensionales. Esta penitenciaría fue vista en el episodio “Los Convictos de la Dimensión X” de los dibujos animados de Las Tortugas Ninja Mutantes Adolescentes.

### Mundos del Edén
Mundos del Edén: es un mundo donde se encuentran unos planetas desolados. Donde los seres con una inteligencia superior se les prohíbe vivir. Los Querubines enviaron a Bebop y Rocoso a un mundo del Edén, donde ellos no podían hacerle daño a nadie. El mundo del Edén apareció en los cómics de Las Aventuras de las Tortugas Ninja Mutantes Adolescentes. El nombre del “Mundo del Edén” se refiere a la historia de la Biblia en el Antiguo Testamento que habla acerca del Jardín del Edén.

### Hirobyl
Hirobyl: es un planeta en vías de su desaparición por su gigante roja estelar. Krang dijo que la vida de ese planeta está extinta. Este planeta apareció en los cómics de Las Aventuras de las Tortugas Ninja Mutantes Adolescentes. El nombre del planeta es posible que haga referencia, primero al bombardeo nuclear de la ciudad de Hiroshima donde viene la primera palabra "hir" de Hiroshima (Japón) y segundo al Accidente nuclear de Chernóbil que ocurrió en 1986 en Ucrania donde viene la palabra "obyl" de Chernobil.

### Morbus
Morbus: este planeta es un depósito de basura lleno de criminales apresados. Este planeta apareció en los cómics de Las Aventuras de las Tortugas Ninja Mutantes Adolescentes.

### Serot
Serot: es el planeta hogar para algunos esclavos que es gobernado por Vorx. En este planeta está el hoyo del Gran Chaarg, un hoyo que se utiliza como pena capital para aquellos esclavos que traten de formar una rebelión o traten de escapar del planeta.

### Asteroide Stump
Asteroide Stump: es el hogar de Stump y Sling. En este asteroide, se llevan las luchas intergalácticas de Stump & Sling en la Arena Stump, en la Stump Arena. Cudley the Cowlick, es uno de los alienígenas que está a cargo del transporte de los luchadores hacia el Asteroide Stump. Además las Tortugas, quienes participaron y lucharon dos veces en las luchas de Stump & Sling, también lo hicieron cuatro famosos luchadores, ellos son Ace Duck, Bloodbath, Cryin' Houn (un luchador quien después cambió su nombre por El Mysterio) y Leatherhead. El Asteroide Stump solamente apareció en los cómics de Las Aventuras de las Tortugas Ninja Mutantes Adolescentes.

### Mundo Natal de los Neutrinos
Es un planeta sin nombre y el hogar de los Neutrinos. Este planeta fue el blanco de una invasión ordenada por Krang y liderada por el General Traag, en el episodio de Televisión "Cuatro Tortugas y un Bebe".

### Planeta Rocoso
Planeta Rocoso:En la segunda de temporada de 1987 de Las Tortugas Ninja, el Tecnodromo se encuentra localizado sobre un paisaje rocoso, en un planeta de la Dimensión X que no tiene nombre.

### Asteroide Volcánico
Asteroide Volcánico: En la cuarta temporada de 1987 de Las Tortugas Ninja, el Tecnodromo se encuentra localizado sobre un asteroide que tiene un volcán.